# المسيحية في سويسرا
المسيحية في سويسرا هي الديانة السائدة والمهيمنة، حيث بحسب إحصاء عام 2014 الغالبيّة العظمى (71.5%) من سكان سويسرا من المسيحيين، ويتوزعون على كلا المذهبين البروتستانتي والكاثوليكي. بدأ الإصلاح البروتستانتي في فيتنبرغ عام 1517، وما لبثت أن انتشرت الحركة بسرعة في أوروبا. وأصبحت سويسرا إحدى المراكز الأكثر أهمية وساهمت الأخلاق البروتستانتية، بشكل واضح، في صياغة هوية سويسرا. ولعبت سويسرا دورًا استثنائيًا خلال الإصلاح البروتستانتي حيث أصبحت موطنًا للعديد من الإصلاحيين.
تاريخيًا كانت الديانة السائدة في البلاد متوازنة بين الكاثوليكية والبروتستانتية، مع خليط معقد من الأغلبية في معظم أنحاء البلاد. وقد تم تقسيم كانتون، أبنزل، رسمياً إلى أقسام كاثوليكية وبروتستانتية في عام 1597. في حين تقليدياً كانت المدن الكبرى مثل برن، وجنيف، وزيوريخ، وبازل ولوزان تسود بها في الغالب البروتستانتية. وفي وسط سويسرا، وكذلك تيسان فإن الكاثوليكية هي الديانة التقليدية. ومنذ عقد 1980 تخطت أعداد الكاثوليك أعداد البروتستانت بفضل الهجرات المتعاقبة للإسبان والإيطاليين والبرتغاليين منذ الخمسينات من القرن العشرين.

## تاريخ

### العصور القديمة والوسطى

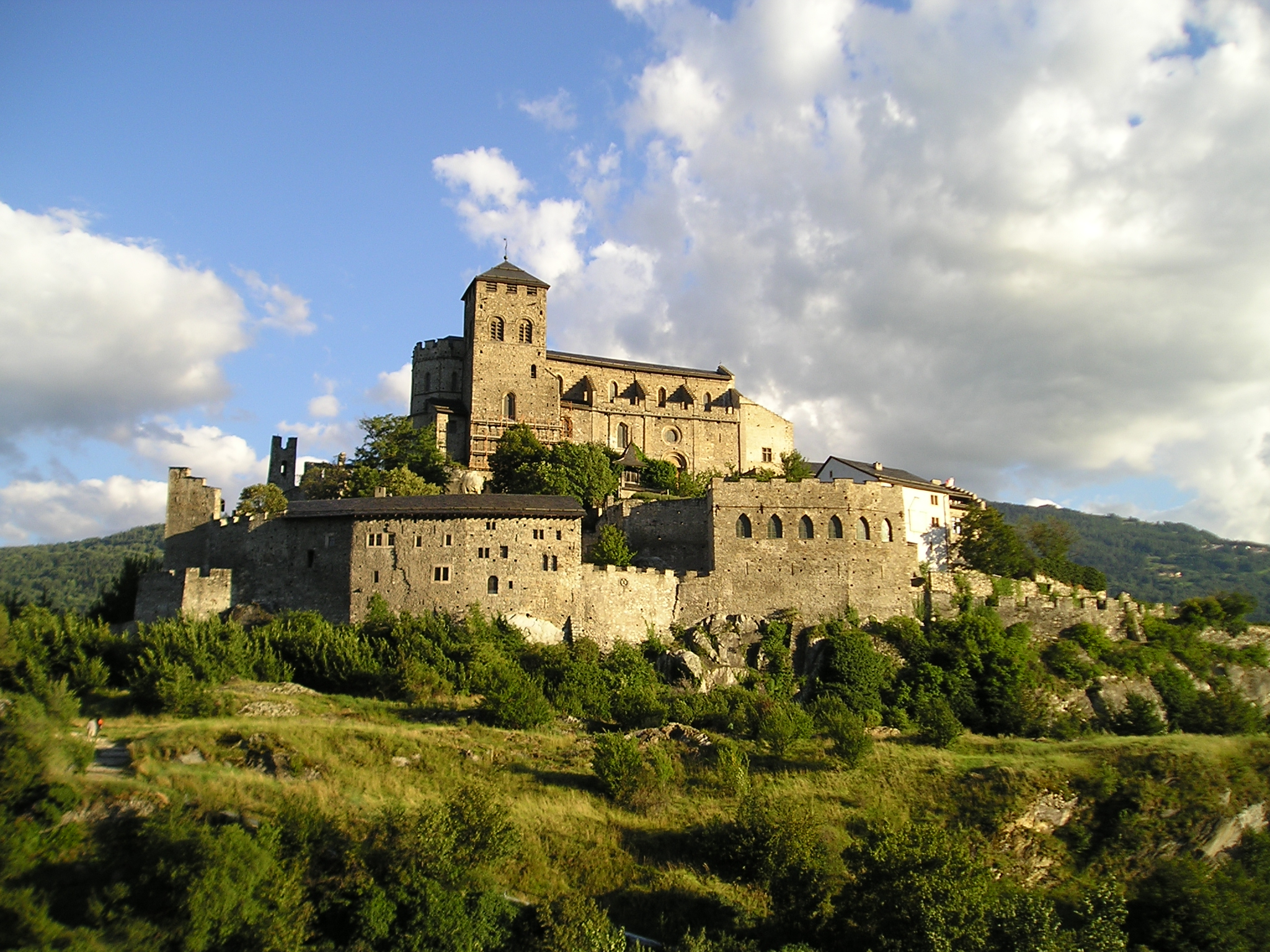
بازليكا فالير في بلدة سيون.

تعود أولى الشهادات الواضحة عن حياة المجتمعات المسيحيَّة في سويسرا بعد عام 313، عندما تم التسامح رسميًا مع العقيدة المسيحية مع مرسوم ميلانو. ومع ذلك فمن المؤكد أنه كما هو الحال في منطقة غول، وصل الإيمان المسيحي قبل عقد 313. كان الأسقف الأول في سويسرا إما جستنيانوس أسقف الروريكان، في عقد 340 أو ثيودوروس أسقف أوكتودوروس، في عقد 381 أو في وقت سابق. وتعود أولى المباني المسيحية إلى القرن الرابع. ذكرت جنيف، وخور وسانت موريس، في قصة الكتيبة الطيبية. وبحسب التقاليد المسيحية تعتبر القديسة فيرينا شفيعة النظافة الشخصية؛ حيث وفقًا للتقاليد المسيحيَّة علّمت فيرونا أهل سويسرا النظافة، منذ أكثر من خمسة عشر قرنًا.
تأسست أسقفية بازل في عام 346 ميلادي. وتأسست أسقفية سيون، قبل 381؛ أمَّا أسقفية جنيف فقد تأسست في عام 400؛ ومع سقوط الإمبراطورية الرومانية الغربية، دخلت القبائل الجرمانية المنطقة. واستقر البورغنديون في الغرب؛ بينما في الشمال اضطر المستوطنون ألامانيون إلى التراجع ببطء إلى الجبال. أصبح بورجوندي جزءًا من مملكة الفرنجة في عان 534؛ في المنطقة التي يسيطر عليها ألامانيون، تواجدت مجتمعات مسيحية وقام الرهبان الإيرلنديين بإعادة إدخال الإيمان المسيحي في أوائل القرن السابع للمنطقة من جديد.
في العصور الوسطى تأسست مكتبة دير سانت غال من قبل القديس أوتمار، مؤسس دير سانت غال. وتعد واحدة من أغنى المكتبات في العصور الوسطى في العالم. خلال حريق عام 937، تم تدمير الدير، لكنه بقيت المكتبة سليمة. وصممت قاعة المكتبة من قبل المهندس المعماري بيتر تومب في أسلوب الروكوكو. وقد بني الدير خلال عصر النهضة الكارولنجية منذ 719 وأصبح إمارة مستقلة بين القرن التاسع والقرن الثالث عشر، وكان لعدة قرون واحد من الأديرة البينديكتية الرئيسية في أوروبا.

### عصر الإصلاح البروتستانتي

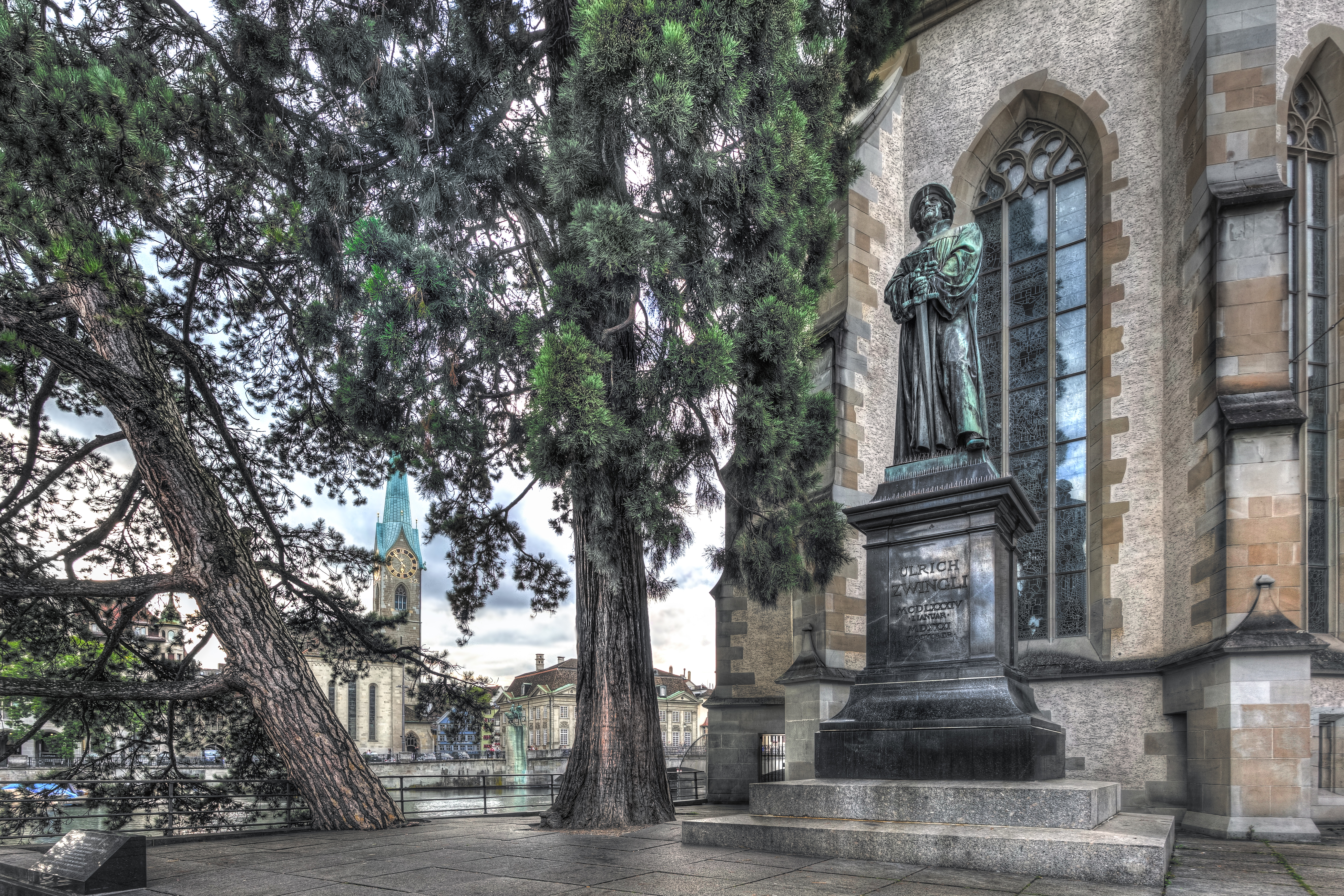
تمثال هولدريخ زوينكلي؛ زعيم الإصلاح البروتستانتي السويسريّ.

كان الاتحاد السويسري القديم كاثوليكي بطبيعة الحال حتى عصر الإصلاح البروتستانتي عام 1520، مما أدى إلى انقسام دائم في الاتحاد بين مناطق بروتستانتيَّة وكاثوليكيَّة. في المناطق الريفية وفي المدن الأوروبيَّة، كان المزارعون بالإضافة إلى طبقات اجتماعية جديدة ناشئة يطمحون إلى مزيد من الاستقلال الذاتي في إدارة الشؤون العامة. وفي سويسرا كغيرها من الدول الأخرى في القارّة، كان الإصلاح البروتستانتي يلبي أيضًا هذه المتطلبات. في زيورخ وفي جنيف، المركزان الرئيسيان للإصلاح السويسري، ساهمت المذاهب الدينية الجديدة بدعم السلطات البلدية في جهودها للتحرر من سلطة أساقفتهم. وكان هولدريخ زوينكلي، كاهن بلدة سان غالن، هو الشخصية الرئيسية للإصلاح البروتستانتي في زيورخ، حيث وصل إلى ضفاف ليمات في عام 1519. وفي غضون بضع سنوات، تمَّ إصلاح الكنيسة بالكامل في المدينة إلى أن ألغت زيوريخ القداس الكاثوليكي رسميًا في نهاية المطاف عام 1525. كما ترجم تزفينغلي الكتاب المقدس إلى اللغة الألمانية، قبل مارتن لوثر. وكان للانفصال عن مارتن لوثر عواقب مهمة على الإصلاح في سويسرا. فبعد خسارتها للمرجع الألماني، كثَّفت الكنيسة التي أسَّسَها هولدريخ زوينكلي اتصالاتها مع جنيف، حيث كان جان كالفن يقود أعمال الإصلاح فيها. وفي عام 1566، توصلت الكنيستان إلى اتفاق عقائدي (المذهب السويسري اللاحق) الذي أقرَّ بشكل نهائي دور سويسرا باعتبارها القطب الرئيسي الثاني للإصلاح، القطب البديل عن القطب اللوثري. كما أدى نجاح إصلاح هولدريخ زوينكلي في بعض الكانتونات إلى صراعات دينية بينها في 1529 وعام 1531.

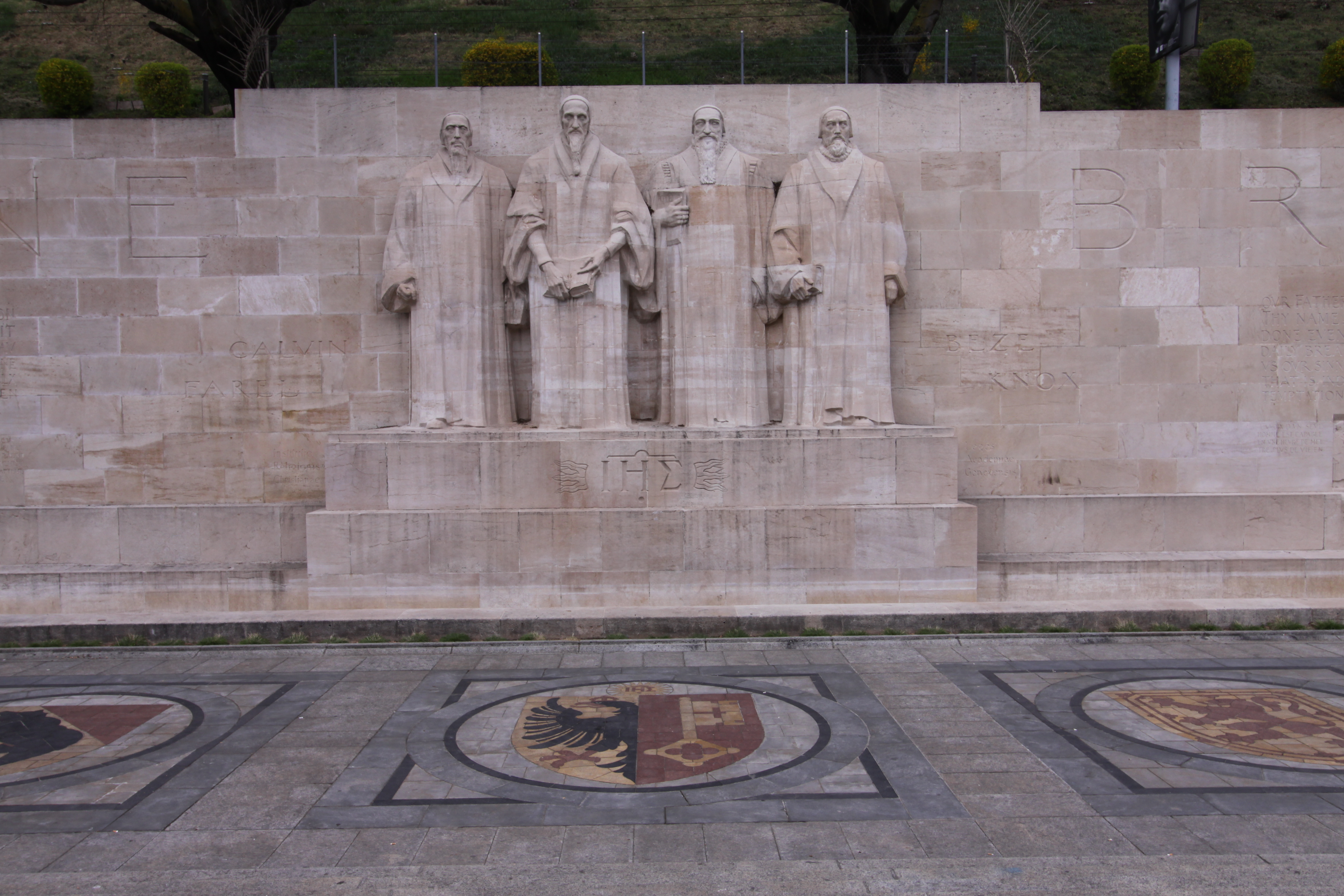
نصب المُصلحين البروتستانت في مدينة جينيف.

وصل المحامي الفرنسي جان كالفن إلى جنيف في عام 1536، احتلت مدينة جنيف مكانة خاصة في التاريخ البروتستانتي حيث أنَّ أجزاءًا أساسَّية من الفكر الديني لجان كالفن نشأت هناك، كما كانت مقر لفقهاء الإصلاح ثيودور بيزا ووليام فاريل وغيرهم من علماء الدين الإصلاحيين. كما كانت المدينة بمثابة الجنة الآمنة للبروتستانت المضطهدين من فرنسا، وأسس جان كالفن مؤسس المذهب الكالفيني في الكونفدرالية السويسرية، واحد من أكبر وأقوى جمهوريات القرون الوسطى. ونجح جان كالفن مؤسس الكالفينية بتشكيل حكومة ثيوقراطية في جنيف عرفت بنظامها المتشدد، إذ اعتبر كالفن الكتاب المقدس بأنه المرجعية الأولى ذات الشرعية والسلطة والتي يجب أن تخضع لها السلطات الأرضية. لم يدعو جان كالفن إلى إلغاء النظام الملكي، لكنه قال في حق المؤمنين في خلع الملوك اللادينيين. تبنت الكالفينية أيضًا المساواة والمعارضة في التسلسل الهرمي للنظام. وفي غضون سنوات قليلة، نجح جان كالفن، من خلال تغييراته الصارمة للكنيسة، بتحويل جنيف إلى واحدة من منارات الإصلاح الديني على مستوى العالم. ولهذا السبب تُدعى المدينة في كثير من الأحيان بـ «روما البروتستانتية».
وفي النصف الثاني من القرن السادس عشر، وصل آلاف اللاجئين الدينيين القادمين من فرنسا وإيطاليا ودول أخرى إلى جنيف. وسرعان ما امتدت الكالفينية إلى خارج حدود المدينة. وأصبح الإصلاح المستوحى من الكالفينية يشكل الأغلبية في كل من هولندا واسكتلندا وتمَّ اعتماده كدين للدولة في بالاتينات (أراضي تاريخية في الإمبراطورية الرومانية المقدسة). وكان أبزر اللاجئين البروتستانت الهوغونوتيون الفرنسيون، الذين أُجبروا، خلال العقود الأخيرة من القرن السابع عشر، على مغادرة فرنسا لنقل أنشطتهم المؤسساتية والتجارية إلى مختلف البلدان الأوربية، وبشكل خاص سويسرا وإنجلترا وبروسيا.
بعد أكثر من مرور مائة عام على تلك الحروب الداخلية اعترفت الدول الأوروبية باستقلال سويسرا عن الإمبراطورية الرومانية المقدسة وحيادها في عام 1648، فيما يعرف بإطار سلام ويستفاليا. خلال الفترة الحديثة المبكرة من التاريخ السويسري، أدت السلطوية المتزايدة لأسر باتريسياتي جنبًا إلى جنب الأزمة المالية في أعقاب حرب الثلاثين عامًا، لحرب الفلاحين السويسرية في 1653. وتعود خلفية هذا الصراع إلى الصراع بين الكاثوليكية والبروتستانتية لكانتونات لا تزال قائمة، وظهرت تلك الصراعات في صورة عنف متزايد في معارك فيلميرجين في 1656 و1712. وشهدت البلاد أحداث طائفيَّة أبرزها تقسيم الكانتون بين كانتون أبينزيل أوسيرهودن البروتستانتي وكانتون أبينزيل إينرهودن الكاثوليكي في 1597. وفي النصف الأول من القرن السادس عشر، سجلَّ الإصلاح شرخاً في المشهد الديني من خلال هجوم شديد على شبه الاحتكار الكاثوليكي الذي كان سائداً طوال فترة العصور الوسطى. ومن الآن فصاعداً، ستنقسم الكنفدرالية السويسرية إلى مناطق كاثوليكية ومناطق بروتستانتية، في حين تبقى المناطق المختلطة نادرة.

### العصور الحديثة

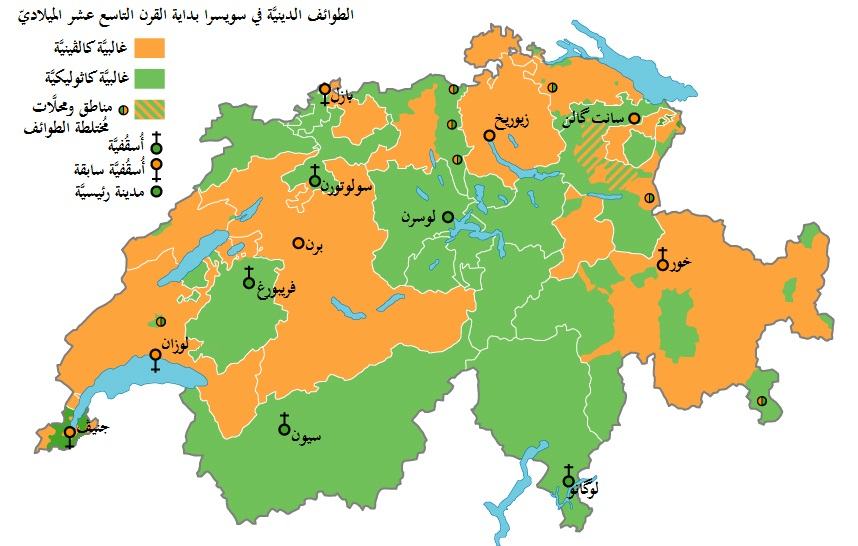
توزُّع الطوائف المسيحيَّة في سويسرا بداية القرن التاسع عشر الميلاديّ.

على الرغم من الصراعات، آل تمديد الإصلاح البروتستانتي إلى تشديد العلاقات بين مختلف المناطق التي تشكل سويسرا اليوم. وباعد الانفصال عن مارتن لوثر بين سويسرا الناطقة بالألمانية وألمانيا وساهم انضمام أجزاء كبيرة من سويسرا الناطقة بالفرنسية إلى الإصلاح بزيادة التحفُّظ إزاء فرنسا. وفيما بعد، سهّلت الروابط الوثيقة بين الكنائس البروتستانتية في الأنحاء المتحدثة بالألمانية من البلاد والمناطق المتحدثة بالفرنسية، إدماج سويسرا الروماندية (أي الناطقة بالفرنسية) في الكنفدرالية. كان التصنيع قد ارتبط في بداية الأمر بالمناطق البروتستانتية، إلا أنَّ الكانتونات التقليدية الكاثوليكية مثل تسوغ وسولوتورن عرفت هي الأخرى ازدهارًا صناعياً سريعًا منذ منتصف القرن التاسع عشر. ومع أنَّ الدوافع ورؤوس الأموال أتت من رجال أعمال بروتستانت، غير أن طبقة حاكمة كاثوليكية جديدة ومتطلّعة للحرية هي التي سمحت لهذه المبادرات أن تترسّخ. وكتب جو لانغ بخصوص التصنيع في كانتون تسوغ: «إن نفور رجال الدين من الصناعة كان من شأنه أن يمنع التصنيع البروتستانتي لولا أن هذا الأخير حَظِيَ بدعم من الكاثوليك الليبراليين».
شهد عام 1848 إنشاء الدولة الفدرالية بدستور جديد وبرلمان فدرالي وأولى الخطوات نحو إجراءات اعتماد الحكم المركزي. ولم يغفل مؤسسو الدولة الجديدة العبر المـُستخلصة من «سوندربوند» (Sonderbund) أو الحرب الأهلية. كانت الوحدة الوطنية تعتمد على مقدرة الدولة على التوفيق بين مختلف العناصر السياسية واللغوية والإثنية والدينية، المكونة للمنطقة الأوروبية الضيقة، التي كانت تحتلها سويسرا. وكانت الفدرالية الإطار الوحيد الكفيل بإدارة مثل ذلك التنوع. وأعطي تأسيس الدولة الفدرالية عام 1848 للمواطنين حق حرية الاستقرار في أي مكان من البلد. بالإضافة إلى أنَّ ازدهار الصناعة يجذب اليد العاملة المُنحدرة من الكانتونات الريفية ـ غالبًا كاثوليكية ـ نحو الكانتونات الحضرية الصناعية ـ عمومًا بروتستانتية.
كان اليسوعيون موضوع جدل في سويسرا في القرن التاسع عشر. وقد تم حل النظام في عام 1773 من قبل البابا كليمنت الرابع عشر، وتم إعادة إنشائه لاحقًا في عام 1814 من قبل البابا بيوس السابع. على مدى السنوات التالية، عاد اليسوعيون إلى الكليَّات السويسريَّة والتي كانوا يمتلكونها قبل عام 1773، وأصبحت فريبورغ مركزًا لمجمع ترنت. شعرت الكانتونات البروتستانتية خصوصًا من قبل الجماعات البروتستانتية البرجوازية الحضريَّة بأنها مهددة بإعادة ظهور اليسوعيين وبرنامجهم الكاثوليكي التقليدي الذي ساهم في الاضطرابات الدينيَّة وتشكيل ساندربوند من قبل الكانتونات الكاثوليكية، وفي عام 1844 طرد اليسوعيين من إقليم الكونفدرالية السويسرية. أدَّى الانتصار البروتستانتي لسوندربوندسكريغ عام 1847 إلى تحقيق هذا الحظر في الدستور السويسري لعام 1848، وتوسع أكثر في الدستور المنقح لعام 1874، بحيث تم حظر جميع أنشطة اليسوعيين سواء في الأعمال الكتابية أو التعليميَّة في سويسرا حتى 1973، عندما أزيلت الفقرة من الدستور بتصويت شعبي. ووفقاً لدراسة قامت بها مركز بيو للأبحاث عام 2019 حوالي 74% من السويسريين من دافعي ضريبة الكنيسة.

## ديموغرافيا

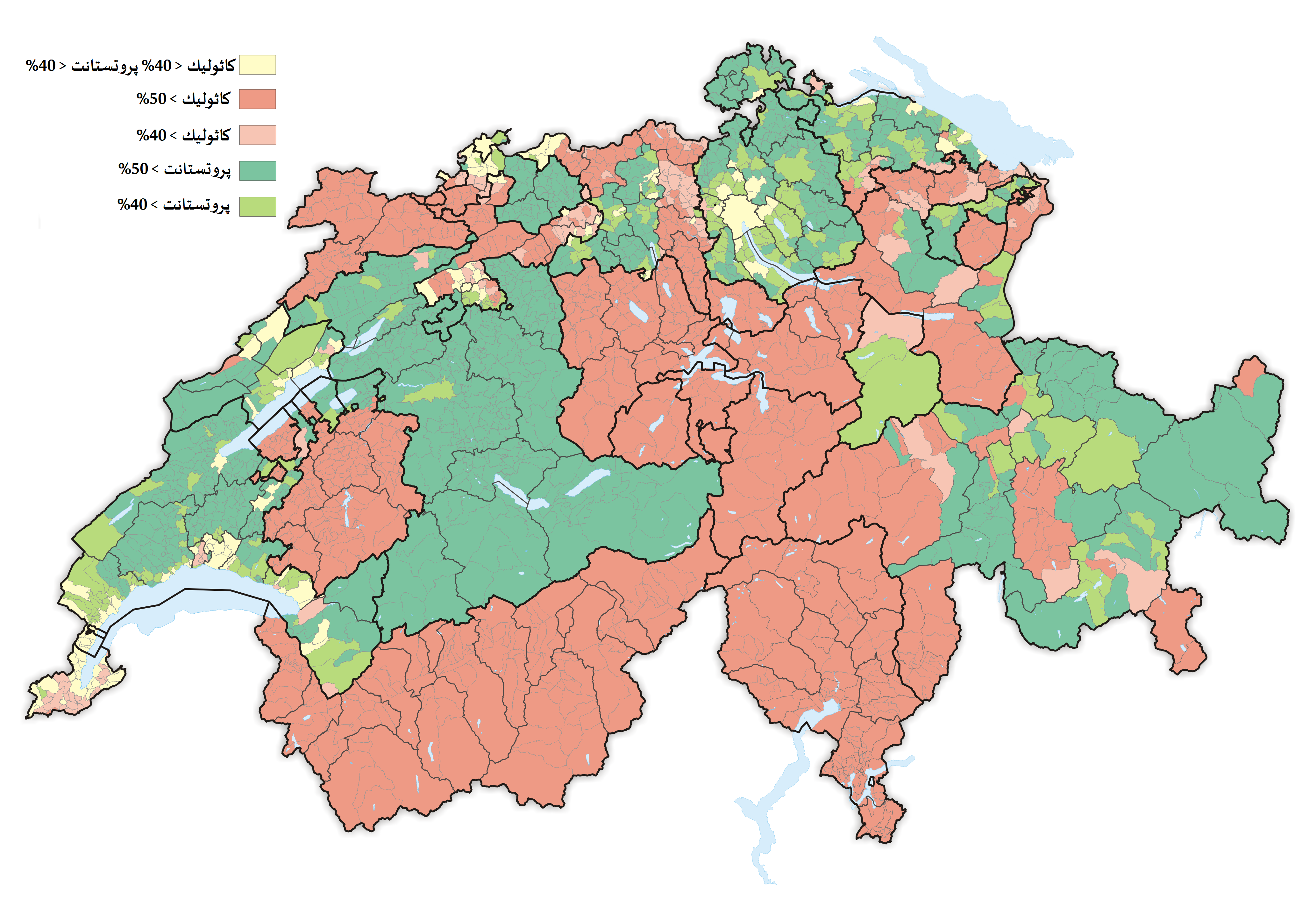
خريطة تظهر انتشار الكاثوليكيَّة (اللون الأحمر) والپروتستانتيَّة (اللون الأخضر) حسب تعداد السكان عام 2015.

على مدى قرون، لم يتغير الوضع. وانطلاقاً من مبدأ «لكل منطقة دينها/من يملك الأرض يحدد الدين»، لم تغيّر الكانتونات الديانة. وفضلاً عن ذلك، بقيت تحركات السكان ضعيفة في مجتمع كان لا يزال ريفياً إلى حد كبير. ولكن بدأ الوضع بالتطور منذ منتصف القرن التاسع عشر. ويعطي تأسيس الدولة الفدرالية (1848) للمواطنين حق حرية الاستقرار في أي مكان من البلد. بالإضافة إلى أنَّ ازدهار الصناعة يجذب اليد العاملة المُنحدرة من الكانتونات الريفية وهي غالباً كاثوليكية نحو الكانتونات الحضرية الصناعية وهي عموماً بروتستانتية. ولكن تسارَعَت التغييرات خلال النصف الثاني من القرن العشرين. وقامت حركة عَلمَنة المجتمع، المُلاحظة في جميع أنحاء الغرب، بالإضافة إلى الهجرة الجماعية القادمة على وجه الخصوص من أوروبا الجنوبية الكاثوليكية، بتعديل المشهد الديني.
منذ عقد 1970 لم تعد سويسرا بلداً ذو أغلبية بروتستانتية. وحالياً، الكاثوليك هم الأكثر عدداً، وتظهر الأديان القادمة من خارج أوروبا واضحةً بشكل متزايد ونسبة الأشخاص الذين يعلنون أنهم بدون دين. اعتبارًا من احصاء عام 2010 الديانة الشائعة في سويسرا هي المسيحية (70% من السكان) بكلا المذهبين البروتستانتي والكاثوليكي، ولكن الأغلبية في سويسرا هم من الكاثوليك 38.8% ثم البروتستانت 30.9%، وتوجد نسبة 11.1% لاتدين بعقيدة معينة. جلبت الهجرة وجود لأتباع الكنيسة الأرثوذكسية الشرقية (حوالي 2%) والأقليات دينية كبيرة أخرى. اعتبارًا من تعداد عام 2000 الاقليات المسيحية الأخرى تشمل التقوى الجديدة (0.44%)، والخمسينية (0.28%)، والميثودية (0.13%)، والكنيسة الرسولية الجديدة (0.45%)، وشهود يهوه (0.28%)، والطوائف البروتستانتية الأخرى (0.20%) والكنيسة الكاثوليكية القديمة (0.18%).
وفقًا لدراسة المؤمنون في المسيح من خلفية مسلمة: إحصاء عالمي وهي دراسة أجريت من قبل جامعة سانت ماري الأمريكيّة في تكساس سنة 2015 وجدت أن عدد المسلمين في سويسرا المتحولين للديانة المسيحية (الغالبية من أصول تركيَّة وبوشناقيَّة) يبلغ حوالي 1,800 شخص.

### التعداد السكاني
| الديانة                      | 1910      | 1920      | 1930      | 1940      | 1950      | 1960      | 1970      | 1980      | 1990      | 2000      | 2010      |
| ---------------------------- | --------- | --------- | --------- | --------- | --------- | --------- | --------- | --------- | --------- | --------- | --------- |
| مسيحية                       | 98.7      | 98.4      | 98.3      | 98.0      | 97.8      | 98.8      | 97.5      | 93.7      | 89.2      | 80.5      | 71.8      |
| –الكنيسة الكاثوليكية         | 42.5      | 40.9      | 41.0      | 40.4      | 41.5      | 45.4      | 46.7      | 46.2      | 46.2      | 42.3      | 38.4      |
| –الكنيسة السويسرية الإصلاحية | 56.2      | 57.5      | 57.3      | 57.6      | 56.3      | 52.7      | 48.8      | 45.3      | 39.6      | 33.9      | 27.8      |
| –مسيحيون آخرون               | -         | -         | -         | -         | -         | 0.7       | 2.0       | 2.2       | 3.4       | 4.3       | 5.6       |
| إسلام                        | -         | -         | -         | -         | -         | 0.0       | 0.2       | 0.7       | 1.6       | 3.6       | 4.9       |
| يهودية                       | 0.5       | 0.5       | 0.4       | 0.5       | 0.4       | 0.4       | 0.4       | 0.3       | 0.2       | 0.2       | 0.3       |
| أديان أخرى                   | 0.9       | 1.1       | 1.2       | 1.5       | 1.7       | 0.1       | 0.1       | 0.2       | 0.3       | 0.7       | 1.2       |
| غير منسبين                   | -         | -         | -         | -         | -         | 0.5       | 1.2       | 3.9       | 7.5       | 11.4      | 20.6      |
| لم تتم الإجابة               | -         | -         | -         | -         | -         | 0.2       | 0.4       | 1.2       | 1.1       | 3.6       | 1.1       |
| السكان                       | 3,753,293 | 3,880,320 | 4,066,400 | 4,265,703 | 4,714,992 | 5,429,061 | 4,575,416 | 4,950,821 | 5,495,018 | 5,868,572 | 6,587,556 |

#### تعداد عام 2014
| الإنتماء الديني                                   | % من سكان سويسرا | % من سكان سويسرا |
| ------------------------------------------------- | ---------------- | ---------------- |
| المسيحية                                          | 71.5             | 71.5             |
| الكنيسة الرومانية الكاثوليكية                     | 38.0             | 38               |
| الكنيسة السويسرية الإصلاحية                       | 26.0             | 26               |
| الأرثوذكسية الشرقية                               | 2.2              | 2.2              |
| الإنجيلية                                         | 1.7              | 1.7              |
| اللوثرية                                          | 1.0              | 1                |
| الأنجليكانية                                      | 0.1              | 0.1              |
| الكنيسة الكاثوليكية القديمة أو طوائف مسيحيَّة أخرى  | 2.5              | 2.5              |
| معتقدات غير مسيحية                                | 6.5              | 6.5              |
| الإسلام                                           | 5.0              | 5                |
| البوذية                                           | 0.5              | 0.5              |
| الهندوسية                                         | 0.5              | 0.5              |
| اليهودية                                          | 0.2              | 0.2              |
| ديانات أخرى                                       | 0.3              | 0.3              |
| لادينية*                                          | 22.0             | 22               |
| مجمل                                              | 100              | 100              |
| *من ضمنهم: 42% ألوهيون 32% ملحدونic, 25% لاأدريون |                  |                  |

### الجنسيات
أظهر تقرير صادر عن المكتب الفدرالي للإحصاء نُشر في عام 2019 فروقًا ذات دلالة إحصائية وفقًا للانتماء الديني بين الجنسيات الخمس الأكثر شيوعًا في سويسرا: المواطنون السويسريون هم في الغالب مسيحيون (73%)، لكنهم منقسمون بين الكاثوليك (37%)، والسويسريين الإصلاحيين (31%)، ويُشكل أتباع الكنائس المسيحية الأخرى (5%). الغالبية العظمى من المواطنين الإيطاليين والبرتغاليين الذين يعيشون في سويسرا هم من الكاثوليك (حوالي 77% وحوالي 74% على التوالي). نصف المواطنين الألمان في سويسرا غير منتسبين لديانة، ويُشكل المسيحيون أقلية تمثل 47% من هذه المجموعة. المواطنون الفرنسيون المقيمون في سويسرا هم في الغالب غير منتسبين لديانة (55%)، بينما حوالي 38% منهم فقط مسيحيون.
| الديانة                                                                              | سويسرا | إيطاليا | ألبانيا | دول البلقان* | البرتغال | فرنسا | إسبانيا | تركيا |
| ------------------------------------------------------------------------------------ | ------ | ------- | ------- | ------------ | -------- | ----- | ------- | ----- |
| المسيحية                                                                             | 72.9   | 80.9    | 47.0    | 26.0         | 76.7     | 38.5  | 65.8    | 2.1   |
| – الكنيسة الرومانية الكاثوليكية                                                      | 36.7   | 76.9    | 22.6    | 5.0          | 73.9     | 33.5  | 62.8    | 0.3   |
| – كنيسة سويسرا الإصلاحية                                                             | 31.2   | 0.6     | 20.3    | 0.1          | 0.4      | 2.3   | 0.6     | 0.2   |
| – طوائف مسيحية أخرى                                                                  | 5.0    | 3.4     | 4.1     | 20.9         | 2.4      | 2.7   | 2.4     | 1.6   |
| اليهودية                                                                             | 0.2    | 0.1     | 0.2     | 0.2          | 0.3      | 0.9   | 0.1     | 0.1   |
| الإسلام                                                                              | 2.4    | 1.2     | 1.4     | 61.1         | 0.3      | 2.7   | 0.6     | 72.9  |
| ديانات أخرى                                                                          | 0.9    | 0.4     | 0.2     | 0.5          | 0.4      | 1.1   | 0.4     | 1.2   |
| غير منتسبين لديانة                                                                   | 22.4   | 16.1    | 50.0    | 10.8         | 20.3     | 54.6  | 31.1    | 22.3  |
| لم يجب عن السؤال                                                                     | 1.2    | 1.4     | 0.7     | 1.5          | 2.4      | 2.4   | 1.8     | 1.4   |
| *يتضمن: ألبانيا، وصربيا، البوسنة والهرسك، والجبل الأسود، ومقدونيا الشمالية، وكوسوفو. |        |         |         |              |          |       |         |       |

### الدين حسب الجنس والعمر والتعليم
| الخصائص الاجتماعية الديموغرافية | الخصائص الاجتماعية الديموغرافية | المسيحية | الكاثوليكية | البروتستانتية السويسرية | مسيحيون آخرون | الإسلام | أديان أخرى | لادينية | غير معلن |
| ------------------------------- | ------------------------------- | -------- | ----------- | ----------------------- | ------------- | ------- | ---------- | ------- | -------- |
| السكان (عمر 15+)                |                                 |          |             |                         |               |         |            |         |          |
| نساء                            | 66                              | 36       | 24          | 6                       | 5             | 2       | 26         | 1       |          |
| رجال                            | 62                              | 35       | 22          | 5                       | 6             | 1       | 30         | 1       |          |
| عمر 15-24 (شباب)                | 62                              | 34       | 21          | 7                       | 8             | 2       | 27         | 1       |          |
| عمر 25-64 (متوسط العمر)         | 60                              | 34       | 20          | 6                       | 6             | 2       | 31         | 1       |          |
| عمر 65+ (كبار السن)             | 79                              | 40       | 35          | 4                       | 1             | 1       | 17         | 2       |          |
| التعليم الإلزامي                | 64                              | 41       | 17          | 6                       | 12            | 3       | 20         | 1       |          |
| شهادة الثانوية                  | 69                              | 36       | 27          | 6                       | 4             | 1       | 26         | 1       |          |
| شهادة جامعية                    | 58                              | 31       | 22          | 5                       | 3             | 2       | 36         | 1       |          |
| المواطنين السويسريون (عمر 15+)  |                                 |          |             |                         |               |         |            |         |          |
| نساء                            | 71                              | 36       | 30          | 5                       | 2             | 1       | 24         | 2       |          |
| رجال                            | 67                              | 34       | 28          | 5                       | 3             | 1       | 28         | 1       |          |
| عمر 15-24 (شباب)                | 66                              | 35       | 25          | 6                       | 5             | 1       | 27         | 1       |          |
| عمر 25-64 (متوسط العمر)         | 65                              | 34       | 26          | 5                       | 3             | 1       | 29         | 2       |          |
| عمر 65+ (كبار السن)             | 81                              | 38       | 38          | 5                       | 0             | 1       | 17         | 1       |          |
| التعليم الإلزامي                | 71                              | 40       | 26          | 5                       | 5             | 2       | 20         | 2       |          |
| شهادة الثانوية                  | 71                              | 35       | 31          | 5                       | 2             | 1       | 25         | 1       |          |
| شهادة جامعية                    | 64                              | 32       | 28          | 4                       | 2             | 1       | 32         | 1       |          |
| المواطنون الأجانب (عمر 15+)     |                                 |          |             |                         |               |         |            |         |          |
| نساء                            | 50                              | 35       | 5           | 10                      | 14            | 3       | 31         | 2       |          |
| رجال                            | 47                              | 35       | 4           | 8                       | 14            | 3       | 35         | 1       |          |
| عمر 15-24 (شباب)                | 48                              | 34       | 3           | 11                      | 21            | 3       | 27         | 1       |          |
| عمر 25-64 (متوسط العمر)         | 46                              | 33       | 4           | 9                       | 13            | 3       | 36         | 2       |          |
| عمر 65+ (كبار السن)             | 69                              | 54       | 7           | 8                       | 9             | 2       | 18         | 2       |          |
| التعليم الإلزامي                | 53                              | 42       | 2           | 9                       | 22            | 4       | 20         | 1       |          |
| شهادة الثانوية                  | 51                              | 37       | 5           | 9                       | 14            | 2       | 32         | 1       |          |
| شهادة جامعية                    | 42                              | 27       | 7           | 8                       | 5             | 3       | 49         | 1       |          |

## الطوائف المسيحية

### الكاثوليكية

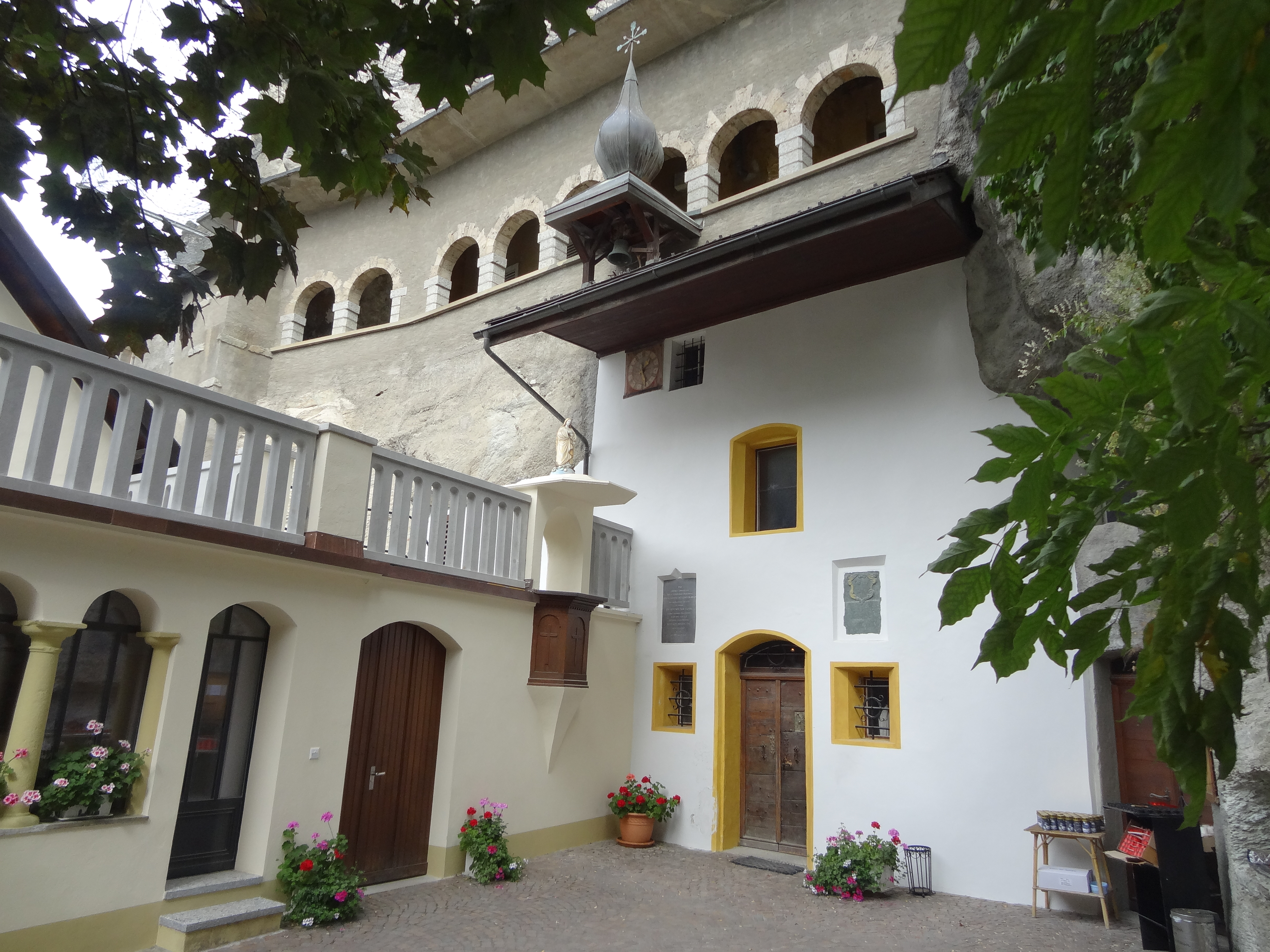
نوتردام دي لونجبورن، وهو من مواقع الحج الكاثوليكي في سويسرا.

الكنيسة الكاثوليكية السويسريَّة هي جزء من الكنيسة الكاثوليكية العالمية في ظل القيادة الروحية للبابا في روما ومجلس الأساقفة السويسري. اعتبارا من احصاء عام 2010 حوالي 38.8% من سكان سويسرا من الكاثوليك. يتوزع الكاثوليك في البلاد على ستة أبرشيات. كان وضع الكاثوليكية في سويسرا أكثر تعقيدًا بسبب وجود لانديسكيرشن، والتي فرضتها حكومات الكانتونات المعادية للإكليروس الكاثوليكي في القرن التاسع عشر، حيث حاولت تنظيم البلاد على أسس ديمقراطية، وتم مراقبة تطبيق الأموال التي تم جمعها من خلال الضرائب الكنسيَّة. ومنذ عقد 1980 تخطت أعداد الكاثوليك أعداد البروتستانت بفضل الهجرات المتعاقبة للإسبان والإيطاليين والبرتغاليين منذ الخمسينات من القرن العشرين. تقليدياً تُعد كل من وسط سويسرا وكانتون فاليز وكانتون تيسينو وكانتون أبينزيل إينرهودن وكانتون جورا وكانتون فريبورغ وكانتون سولوتورن وكانتون ريف بازل وكانتون سانت غالن من المناطق الكاثوليكيَّة.
وفقًا لدراسة نشرها مركز بيو للأبحاث عام 2017 تحت عنوان خمسة عقود بعد الإصلاح تبين أنَّ 11% من الكاثوليك السويسريين قال أن للدين أهميَّة كبيرة في حياتهم، وقال 8% من الكاثوليك السويسريين أنه يُداوم على الصلاة يوميًا، وقال 15% من الكاثوليك السويسريين أنه يتردد على حضور القداس في الكنيسة على الأقل مرة في الأسبوع. ووجدت الدراسة أنه على الرغم من تاريخ الصراع والانقسام الكاثوليكي والبروتستانتي؛ قال حوالي 96% من الكاثوليك السويسريين أنهم مستعدين لتقبل البروتستانت كأفراد داخل عائلتهم، وقال 95% من الكاثوليك السويسريين أنهم يعرفون أفراد من البروتستانت. وقد أشارت بيانات حديثة صدرت عن المكتب الفدرالي للإحصاء في 31 يناير من عام 2018 إلى أنَّ أتباع المذهب الكاثوليكي يُعتبرون الأكثر التزاماً مقارنة ببقية المتديّنين، حيث يشارك 26% منهم في الطقوس والشعائر الدينية من 6 إلى 12 مرّة في السنة.

### البروتستانتية

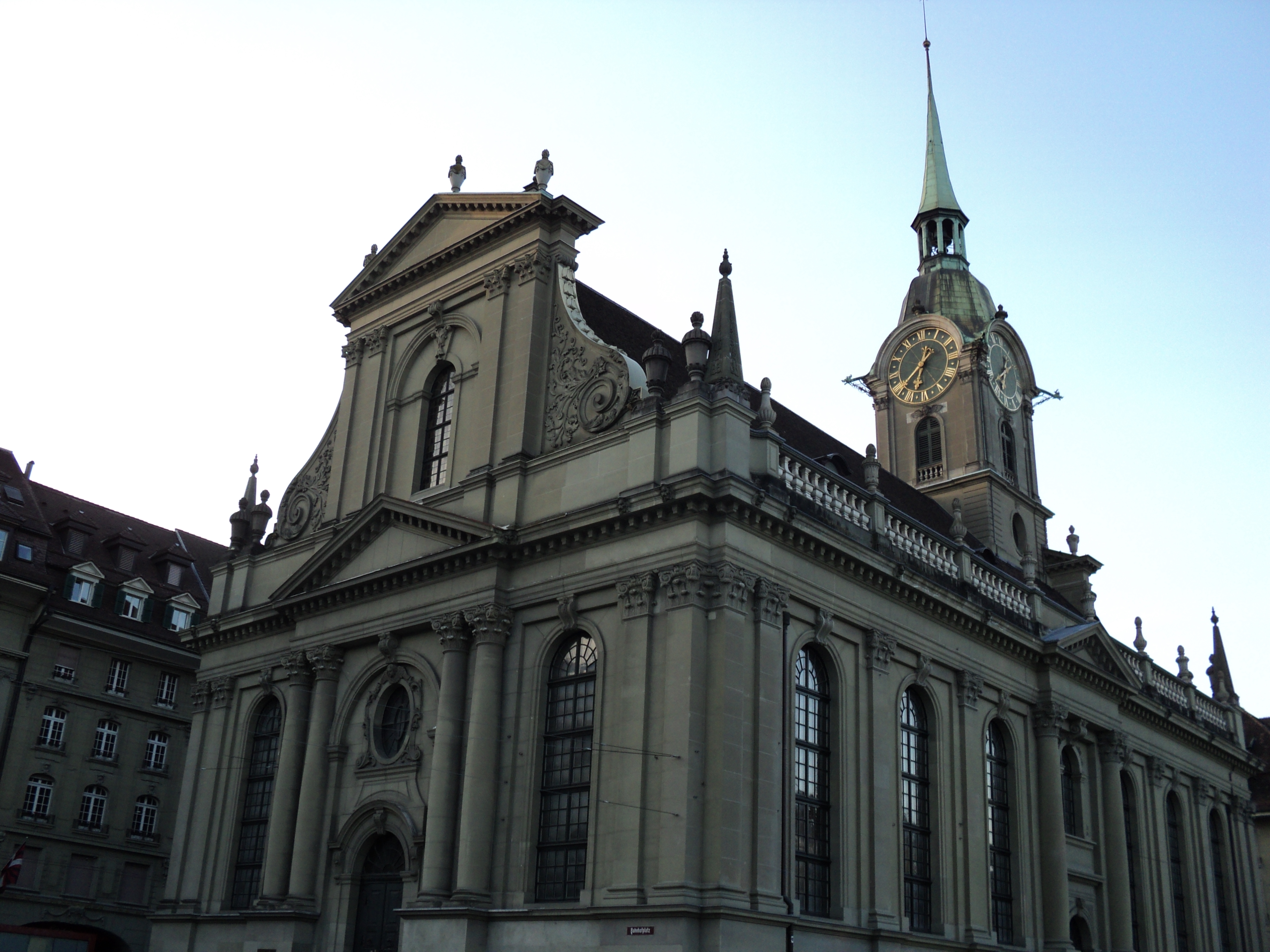
كاتدرائيَّة الروح القدس الإصلاحيَّة، في مدينة برن.

بدأ الإصلاح البروتستانتي في فيتنبرغ، بتاريخ 31 أكتوبر من عام 1517، وما لبثت أن انتشرت الحركة بسرعة في أوروبا. وأصبحت سويسرا إحدى المراكز الأكثر أهمية. في المناطق الريفية وفي المدن، كان المزارعون بالإضافة إلى طبقات اجتماعية جديدة ناشئة يطمحون إلى مزيد من الاستقلال الذاتي في إدارة الشؤون العامة. وفي سويسرا كغيرها من الدول الأخرى في القارّة، كان الإصلاح يلبي أيضاً هذه المتطلبات. في زيوريخ وفي جنيف، المركزان الرئيسيان للإصلاح السويسري، ساهمت المذاهب الدينية الجديدة بدعم السلطات البلدية في جهودها للتحرر من سلطة أساقفتهم. وكان هولدريخ زوينكلي، كاهن سان غالن، هو الشخصية الرئيسية للإصلاح في زيوريخ، حيث وصل إلى ضفاف ليمات في عام 1519. وفي غضون بضع سنوات، تمَّ إصلاح الكنيسة بالكامل في المدينة إلى أن ألغت زيوريخ القداس الكاثوليكي رسمياً في نهاية المطاف عام 1525. كما ترجم هولدريخ زوينكلي الكتاب المقدس إلى اللغة الألمانية، قبل مارتن لوثر.
ووصل المحامي الفرنسي جان كالفن إلى جنيف في عام 1536. وقبل عام من ذلك، كان قد نشر في بازل، «تأسيس الديانة المسيحية»، أحد النصوص اللاهوتيَّة الإصلاحيَّة الأكثر تأثيراً. وفي غضون سنوات قليلة، نجح، من خلال تغييراته الصارمة للكنيسة، بتحويل جنيف إلى واحدة من منارات الإصلاح الديني على مستوى العالم. ولهذا السبب تُدعى المدينة في كثير من الأحيان بـ «روما البروتستانتية». وفي النصف الثاني من القرن السادس عشر، وصل آلاف اللاجئين الدينيين القادمين من فرنسا وإيطاليا ودول أخرى إلى جنيف. وسرعان ما امتدت الكالفينية إلى خارج حدود المدينة. وأصبح الإصلاح المستوحى من الكالفينية يشكل الأغلبية في كل من هولندا واسكتلندا وتمَّ اعتماده كدين للدولة في بالاتينات (أراضي تاريخية في الإمبراطورية الرومانية المقدسة).
تعد الكنيسة السويسرية الإصلاحية (بالألمانية: Evangelisch-reformierte Kirchen der Schweiz) جزء من البروتستانتية الإصلاحية الكالفينية في سويسرا، والتي تعود جذورها في زيوريخ من قبل هولدريخ زوينكلي وانتشر في غضون بضع سنوات إلى بازل وبرن وإلى المدن في جنوب ألمانيا وعبر الألزاس إلى فرنسا. منذ عام 1920، تم تنظيم الكنائس السويسرية الإصلاحية، ووفقًا للتعداد السويسري لعام 2010، كان حوالي 30.9% من السويسريين من أتباع الكنيسة السويسرية الإصلاحية. وتضم الكنائس السويسرية المصلحة حوالي 2.4 مليون عضو. وتعد تقليدياً كل من كانتون فود وكانتون زيورخ وكانتون برن وكانتون مدينة بازل وكانتون جنيف من المناطق البروتستانتيَّة. وقد أشارت تقارير في عام 2018 أنَّ آلاف اللاجئين في سويسرا يتحوّلون إلى المسيحية والعديد من المهتدين يتلقّون تهديدات بعد التخلي عن الإسلام. وأشار تقرير إلى تحول أكثر من 2,000 مسلم إلى المسيحية في سويسرا منذ عام 2014. وكان معظم المتحولين من الأفغان والأكراد. لعبت سويسرا دورًا استثنائيًا خلال الإصلاح البروتستانتي حيث أصبحت موطنًا للعديد من الإصلاحيين.

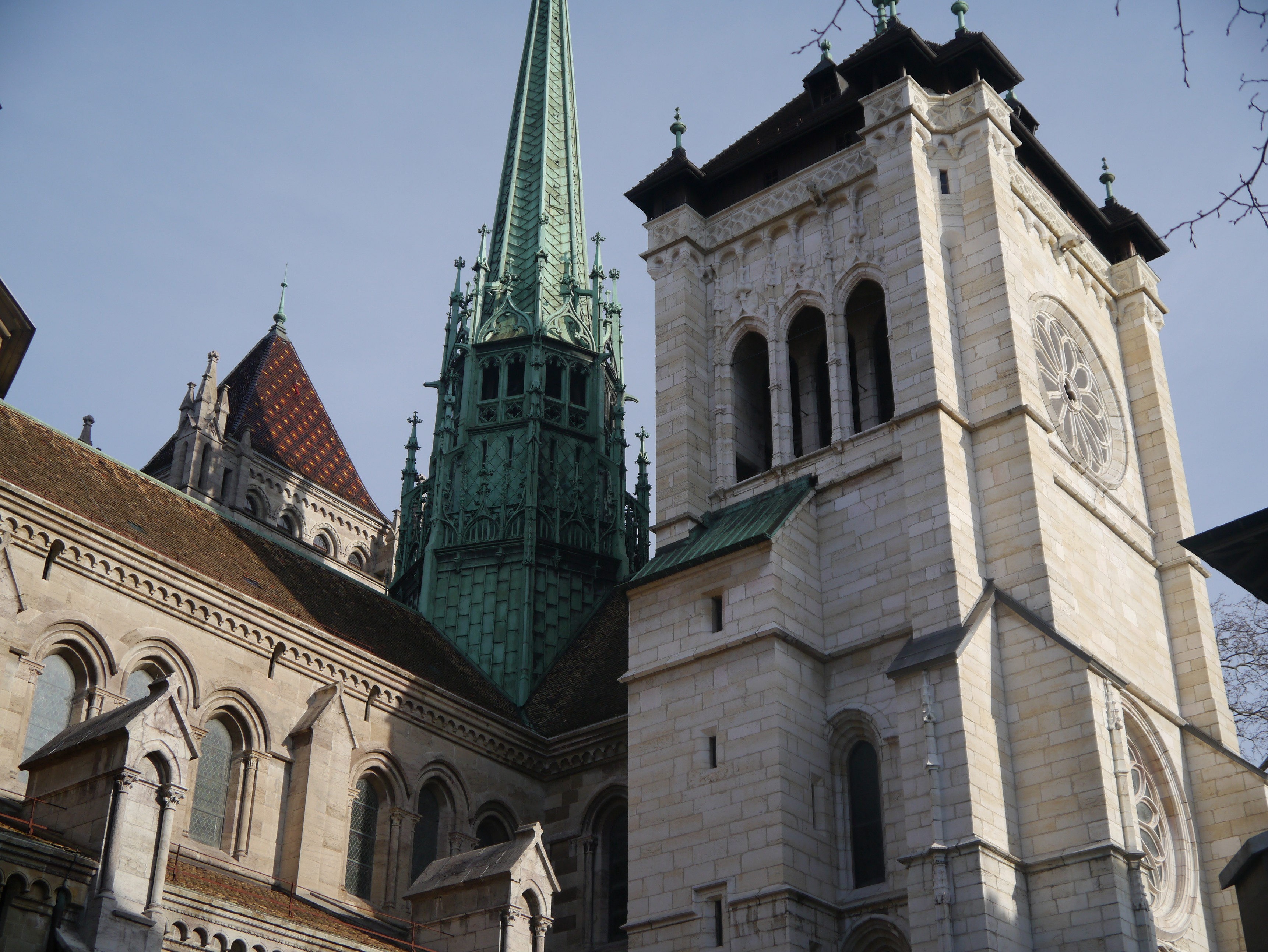
لعبت كنيسة القديس بطرس دور هام في حركة الإصلاح في مدينة جينيف.

وفقًا لدراسة نشرها مركز بيو للأبحاث عام 2017 تحت عنوان خمسة عقود بعد الإصلاح تبين أنَّ 7% من البروتستانت السويسريين قال أن للدين أهميَّة كبيرة في حياتهم، وقال 8% من البروتستانت السويسريين أنه يُداوم على الصلاة يوميًا، وقال 6% من البروتستانت السويسريين أنه يتردد على حضور القداس في الكنيسة على الأقل مرة في الأسبوع. ووجدت الدراسة أنه على الرغم من تاريخ الصراع والانقسام الكاثوليكي والبروتستانتي؛ قال حوالي 97% من البروتستانت السويسريين أنهم مستعدين لتقبل الكاثوليك كأفراد داخل عائلتهم، وقال 98% من البروتستانت السويسريين أنهم يعرفون أفراد من الكاثوليك. وبحسب الدراسة قال 57% من البروتستانت السويسريين أنَّ الإيمان والأعمال الصالحة هي ضروريَّة للحصول على الخلاص، وهي نظرة أقرب للاهوت الكنيسة الكاثوليكيَّة؛ في حين قال 30% من البروتستانت السويسريين أنَّ الإيمان وحده هو ضروريَّ للحصول على الخلاص، وهي نظرة لاهوتيَّة من الفكر البروتستانتي والتي تقول أنّ الحصول على الخلاص أو غفران الخطايا هو هديّة مجانيّة ونعمة الله من خلال الإيمان بيسوع المسيح مخلصًا، وبالتالي ليس من شروط نيل الغفران القيام بأي عمل تكفيري أو صالح. وقد أشارت بيانات حديثة صدرت عن المكتب الفدرالي للإحصاء في 31 يناير من عام 2018 إلى أنَّ أتباع المذهب الإنجيلي الأكثر ورعاً وتقوى بين الجماعات الدينية في سويسرا إذ يؤدي 51% منهم صلاة واحدة كل يوم، وحوالي 34% منهم عدّة صلوات في اليوم الواحد.

## المسيحية في المجتمع

### الاقتصاد

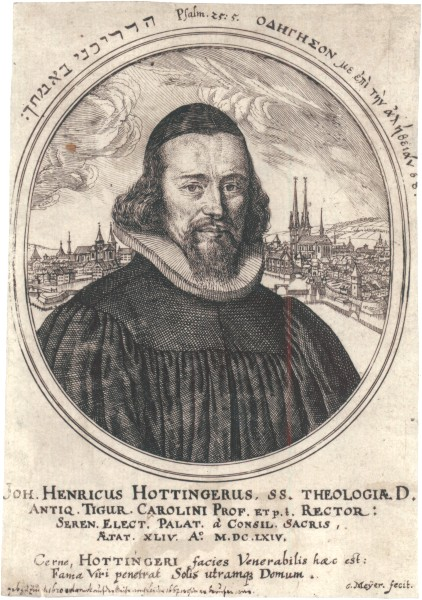
هانز-هاينريش هوتينج عميد أسرة هوتينج البروتستانتيَّة، وهي من أبرز أسر زيورخ في مجال الصيرفة والدين والسياسة.

تحولت جنيف إلى البروتستانتية في 1536 وذلك بعد وصول جون كالفين إلى هناك. وأضحى للبروتستانتية تأثير كبير على المجتمع السويسري خاصًة في المجال العلمي والاقتصادي إذ كان العديد من البروتستانت من المتعلمين والحرفيين والبرجوازيين، وعمل البروتستانت خاصًة الهوغونوتيون في إنشاء البنوك وعملوا في الذهب والتجارة.
ولا تزال جينيف على صِـلة قوية بأصولها البروتستانتية، على المستويين الاجتماعي والمعنوي، اجتماعيًا، لأن عددا من العائلات الغنية العريقة بروتستانتية، كعائلة بيكتات، التي مَـنحت اسمها لمصرف بيكتات الخاص.
كانت المناقشات حول الصدارة التنافسية الظاهرة للمناطق البروتستانتية معروفة لدى عالم الاجتماع ماكس فيبر عندما كان يتهيأ لتأليف كتابه الشهير «الأخلاق البروتستانتية وروح الرأسمالية»، الذي نُشر بين عامي 1904 و1905. وكان هدفه، كما صرّح في الصفحات الأولى من كتابه، هو فهم أسباب ولادة الاقتصاد الرأسمالي الحديث في أوروبا وليس في القارات الأخرى، مع أنها كانت قد طوّرت مهارات وتقنيات متقدمة خلال تاريخها لا تقل عن تلك التي توجد في أوروبا. وقد حدد عالم الاجتماع الألماني في بعض المفاهيم التي وضعتها البروتستانتية قواعد الأخلاق التي كان من شأنها أن تدعم نمو الاقتصاد الرأسمالي. فمن ناحية، إنَّ مفهوم «المهنة» الذي ابتكره مارتن لوثر واستخدمته التيارات البروتستانتية الأخرى، والذي يرى في العمل مهمة كلَّف بها الله البشر. ومن ناحية أخرى، فإن علاقة «زهد» جان كالفن بالثروة، التي تُعتبر مقبولةً إذا لم تُنفَق في الترف والإستمتاع بالحياة وإنما لإعادة استثمارها في المؤسسة الاقتصادية. وكان الإصلاح البروتستانتي يُؤثِر، أو على الأقل، يصحب النمو الاقتصادي إلى المناطق التي نشأ فيها. كما أدّى هروب السكان البروتستانت من منطقة إلى أخرى، مثل الهوغونوتيين الفرنسيين إلى سويسرا وهولندا وبروسيا والاصلاحيين من لوغانو إلى زيوريخ، إلى نقل المهارات التجارية والإنتاجية إلى بلدان الوصول، داعمين بذلك نموها الاقتصادي. بالمقابل فقد تمَّت الإشارة إلى أنَّ الاقتصاد الرأسمالي بدأ بالتطور قبل ظهور الإصلاح الديني، وخاصًة بين صفوف التجار الايطاليين والفلامنديين. كما أن أكبر عائلتين للمصرفيين والتجار في القرن السادس عشر، وهي عائلتا فوغّر وآل ميديشي، كانتا من الطائفة الكاثوليكية.
حتى منتصف القرن العشرين كان تأثير البنوك ومُمَثلي قطاع الأعمال، كان أكثر على الكنيسة البروتستانتية منه على الكنيسة الكاثوليكية، وهذا مُرتبط، حَسب المؤرِّخ برونو سوليفا، مع «انتماء رجال الأعمال والمصرفيين في ذلك الوقت، إلى الكنيسة البروتستانتية». وحتى عقد 1980 كانت للكنيسة الكاثوليكية جُـذور راسخة في الأوساط المحافظة السويسرية، وعلى الأخص قيادة الكنيسة التي كانت مُرتبِـطة بالطبقة الوسطى والتي قامت بِدَعْم مصالِـحها عن غيْـر قَصدٍ أحياناً.

### التعليم

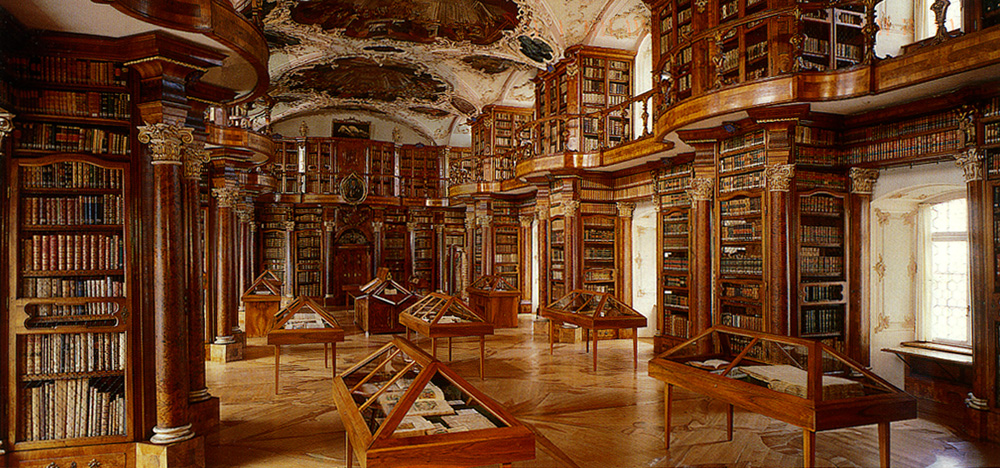
مكتبة دير سانت غال وتُعد واحدة من أغنى المكتبات في العصور الوسطى في العالم.

شدّد المصلحين البروتستانت كل من مارتن لوثر وجان كالفن وغيرهم على أهمية التعليم. في عام 1578 أصدر مجلس الكنائس البروتستانتية الفرنسية منشور يجبر فيه الوالدين تعليم أبناءهم إذ رأى المصلحون البروتستانت في أهمية التعليم داخل الأسرة باعتبارها الوحدة الأساسيّة لتعزيز الاعتقاد الديني، والاستقرار الاجتماعي، لذلك طالبوا بتوجه المزيد من الاهتمام للأطفال ولتعليمهم ومحاولة نشر القراءة والكتابة حتى يتسنى للجميع قراءة الكتاب المقدس، وبالتالي فان الكانتونات البروتستانتية كانت تولي أهمية للتعليم في المنزل وللحياة المنزليّة وفي كيفية الاعتناء بها. وقد قادت فكرة الكهنوت الشامل في الفكر البروتستانتي، وبالتالي ضرورة أن يعرف جميع المؤمنين (بما فيهم النساء) الكتاب المقدس وأن تتسنى لهم قراءته، إلى محو الأمية السريع في المناطق التي انتسبت إلى الإصلاح. وهو ما شجّع على تعميم المعرفة بشكل أفضل.

### السياسة
في النصف الأول من القرن السادس عشر، سجلَّ الإصلاح البروتستانتي شرخاً في المشهد الديني السويسري من خلال هجوم شديد على شبه الاحتكار الكاثوليكي الذي كان سائداً طوال فترة العصور الوسطى. حيث انقسمت الكنفدرالية السويسرية إلى مناطق كاثوليكية ومناطق بروتستانتية، في حين بقيت المناطق المختلطة نادرة. على مدى قرون، لم يتغير الوضع حتى عام 1848. وانطلاقاً من مبدأ «لكل منطقة دينها/من يملك الأرض يحدد الدين»، لم تغيّر الكانتونات الديانة. وفضلاً عن ذلك، بقيت تحركات السكان ضعيفة في مجتمع كان لا يزال ريفياً إلى حد كبير.
يٌعرف الدستور السويسري لعام 1848 نفسه بدولة توافقية، وذلك تحت تأثير الاشتباكات بين الكانتونات الكاثوليكية البروتستانتية، ويشدد على السماح للتعايش السلمي من الكاثوليك والبروتستانت. عام 1980 رفضت المبادرة الداعية إلى الفصل التام بين الكنيسة والدولة من قبل 78.9% من الناخبين. وعلى خلاف فرنسا حيث كان الكاثوليك يعارضون بشدة للفصل بين الكنيسة والدولة، كان الكاثوليك في سويسرا هم الذين يطالبون بهذا الفصل في جنيف. فعلى الرغم من أنهم تحوّلوا إلى أغلبية في الكانتون في القرن التاس عشر، إلا أنهم ظلوا يعانون من التمييز على المستوى الانتخابي. وفي 30 يونيو عام 1907، صوّت أخيرا سكان جنيف بأغلبية ضئيلة لفائدة هذا الفصل، إلا أن هذه اللائكية لم تُـلهم بقية الكانتونات الروماندية (أي الناطقة بالفرنسية) بإستثناء نوشاتيل، ولكن إلى حدّ ما. ففي هذا الكانتون، تتمتع الكنائس البروتيستانتية والكاثوليكية الرومانية، بالإستقلالية، لكنها تظل مع ذلك مرتبطة بالدولة من خلال اتفاقية رسمية. حالياً سويسرا بلد علماني بطبيعته ولايوجد دين رسمي للدولة ولكن دستورها الفدرالي ما زال مُستهلا بعبارة «باسم الرب». على الرغم من أن معظم الكانتونات (باستثناء جنيف ونوشاتيل) لديها كنائس رسمية، والتي إما أن تكون الكنيسة الكاثوليكية أو (البروتستانتية) ممثلة في كنيسة الإصلاح السويسري. بعض الكانتونات تمول الكنيسة الكاثوليكية والكنيسة الكاثوليكية القديمة والبروتستانتية عن طريق فرض الضرائب الرسمية للمنتسبين لها.

### الوضع الحالي

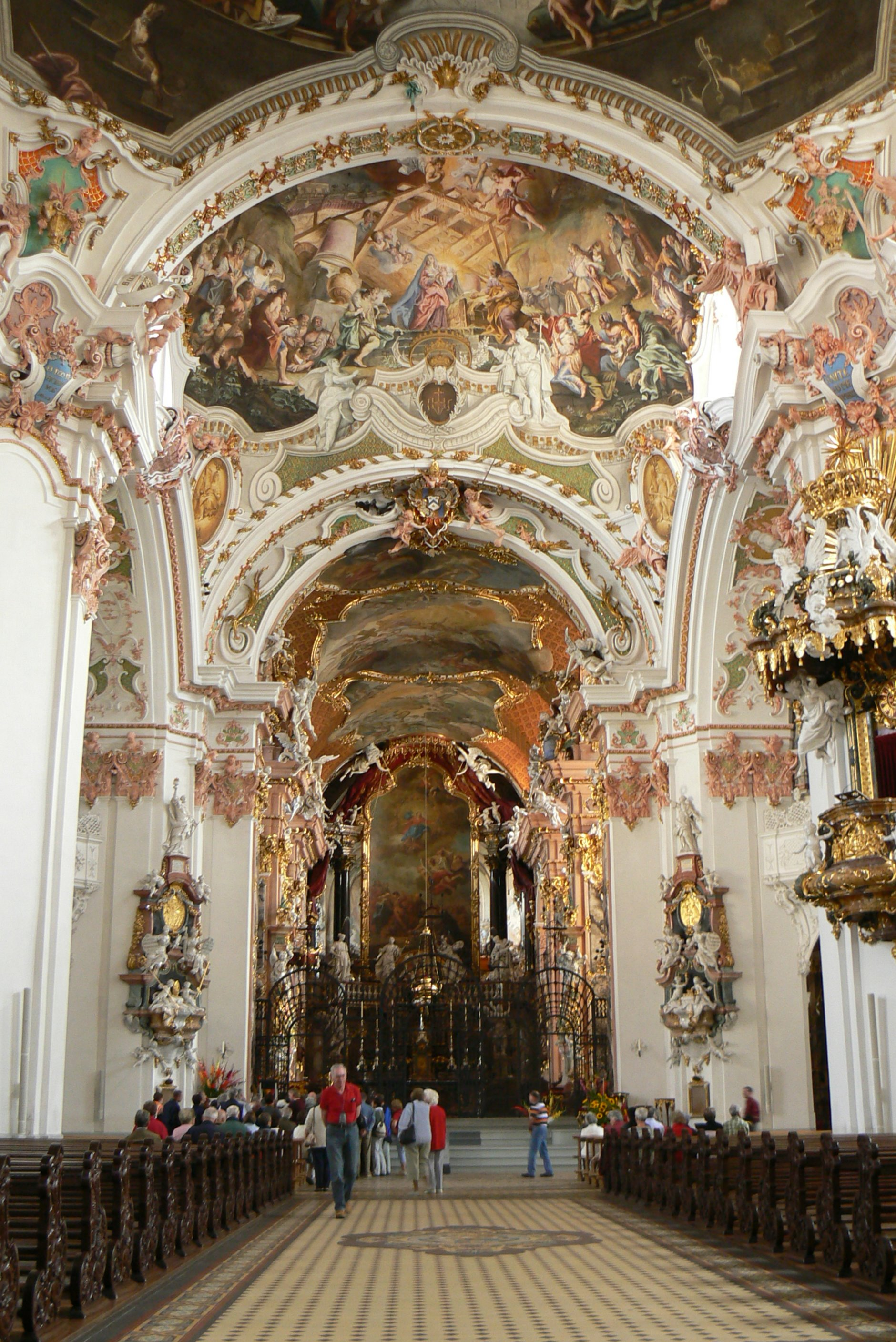
دير البينديكتين في اينسيديلن؛ وهو من مواقع الحج الكاثوليكي في سويسرا.

وجدت دراسة قامت بها مركز بيو للأبحاث عام 2018 أنَّ حوالي 75% من السويسريين قالوا أنهم مسيحيين وبحسب الدراسة تأتي الكاثوليكيَّة بمقدمة الطوائف المسيحيَّة مع حوالي 55% من السكان يليهم البروتستانت مع حوالي 19% من السكان، وأعتبر حوالي 48% أنفسهم مسيحيين إسميين وحوالي 27% قال أنه يُداوم على حضور القداس. عمومًا حصل حوالي 86% من مجمل السويسريين على سر المعمودية، وقال حوالي 81% أنه تربى على التقاليد المسيحيَّة، بالمجمل قال حوالي 90% من السويسريين الذين تربوا على التقاليد المسيحيَّة ما زالوا يعتبرون أنفسهم مسيحيين، في حين أنَّ النسبة المتبقيَّة معظمها لا تنتسب إلى ديانة. حوالي 3% من المسيحيين في سويسرا تربوا على تقاليد دينية غير مسيحيَّة وتحولوا للمسيحية لاحقاً.
وبحسب الدارسة قال 59% من المسيحيين السويسريين أنَّ للدين أهميَّة في حياتهم، وقال 97% من المسيحيين السويسريين المُداومين على حضور القداس أنهم يؤمنون بالله بالمقابل قال 70% من المسيحيين الإسميين ذلك. ويُداوم حوالي 35% من المسيحيين السويسريين على حضور القداس على الأقل مرة في شهر، ويصوم حوالي 13% منهم خلال فترات الصوم، ويرتدي 23% الرموز المسيحيَّة، ويُقدم حوالي 26% منهم الصدقة أو العُشور، ويُشارك 9% معتقداتهم مع الآخرين، في حين أنَّ 55% من المسيحيين يُداومون على الصلاة ويعتبر 56% منهم متدينين.
كما وحصل 99% من مجمل المسيحيين السويسريين على سر المعمودية، وقال 92% منهم أنه سيربي طفله على الديانة المسيحيَّة، يذكر أن حوالي 9% من غير المنتسبين لأي ديانة قال أنه سيربي طفله على الديانة المسيحيَّة. بحسب الدراسة أعرب حوالي 64% من السويسريين المسيحيين بأنَّ هويتهم المسيحيَّة هي مصدر فخر واعتزاز بالنسبة لهم، ويوافق 52% منهم على التصريح أنَّ المسيحية هي عاملًا هامًا لكي تكون وطنيًا. وقال 85% منهم أنه يعرف «الكثير» عن المسيحية. ووجدت الدراسة أنّّ حوالي 37% من السويسريين المسيحيين حاصلين على تعليم عال ومن حملة الشهادات الجامعيَّة، وحوالي 19% منهم تقل أعمارهم عن 35 عاماً.
على المستوى الاجتماعي والسياسي قال 56% من السويسريين المسيحيين أن الكنائس تلعب دور ايجابي في مساعدة الفقراء والمحتاجين، وعبرَّ 80% من المسيحيين المتلزمين للغاية عن وجهات نظر إيجابية للمؤسسات الدينية مقابل 38% من المسيحيين الأقل التزاماً. ورفض 74% من السويسريين المسيحيين القول أنَّ «العِلم يجعل الدين غير ضروري في حياتي!»، كما وقال 3% من السويسريين المسيحيين أن تعاليم المسيحيَّة تُروج للعنف مقابل 23% منهم قال أن تعاليم الإسلام تُروج للعنف، كما وقال حوالي 50% منهم أنه يعرف شخص يهودي على المستوى الشخصي، ويعرف حوالي 74% شخص ملحد على المستوى الشخصي، ويعرف حوالي 63% شخص مُسلم على المستوى الشخصي. وقال 19% من السويسريين المسيحيين أنهم غير مستعدين لتقبل اليهود داخل عائلتهم، بالمقابل يقول 34% من السويسريين الكاثوليك وحوالي 16% من السويسريين البروتستانت بأنه غير مستعد لتقبل المسلمين داخل عائلتهم. يذكر أنه وفقاً لمركز بيو للأبحاث 96% من المسيحيين السويسريين متزوجين من أشخاص من نفس الديانة.

## المسيحية حسب الكانتونات

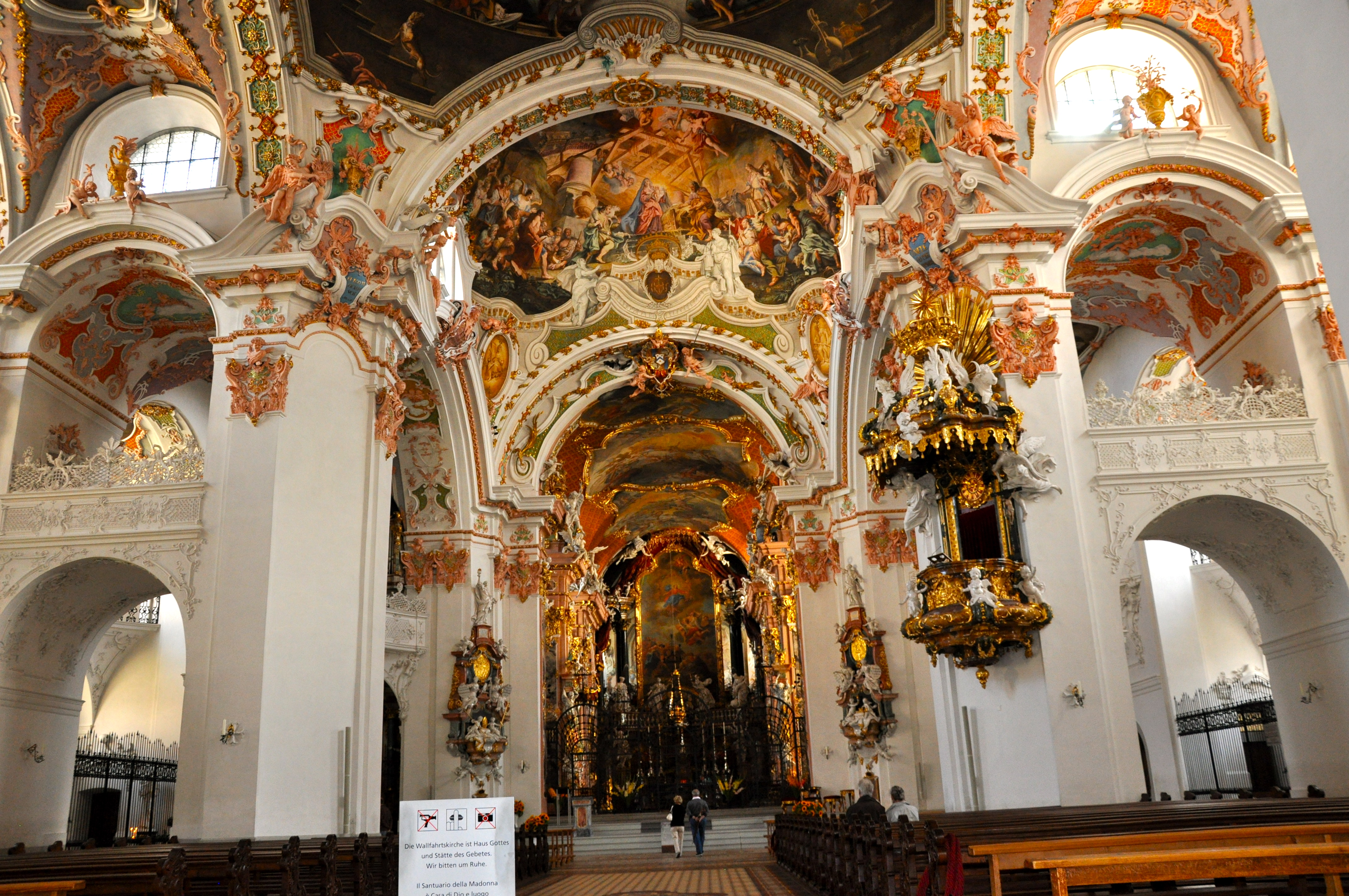
داخل دير اينسيديلن.

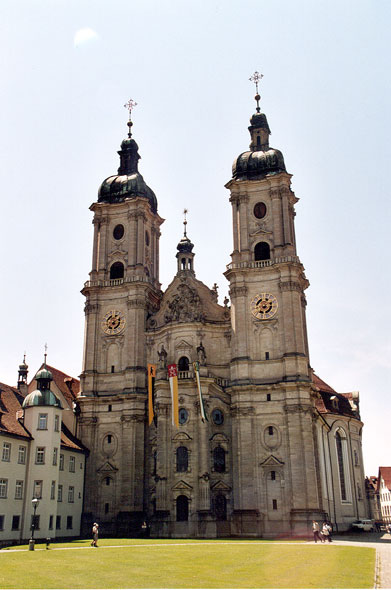
دير سانت غال.

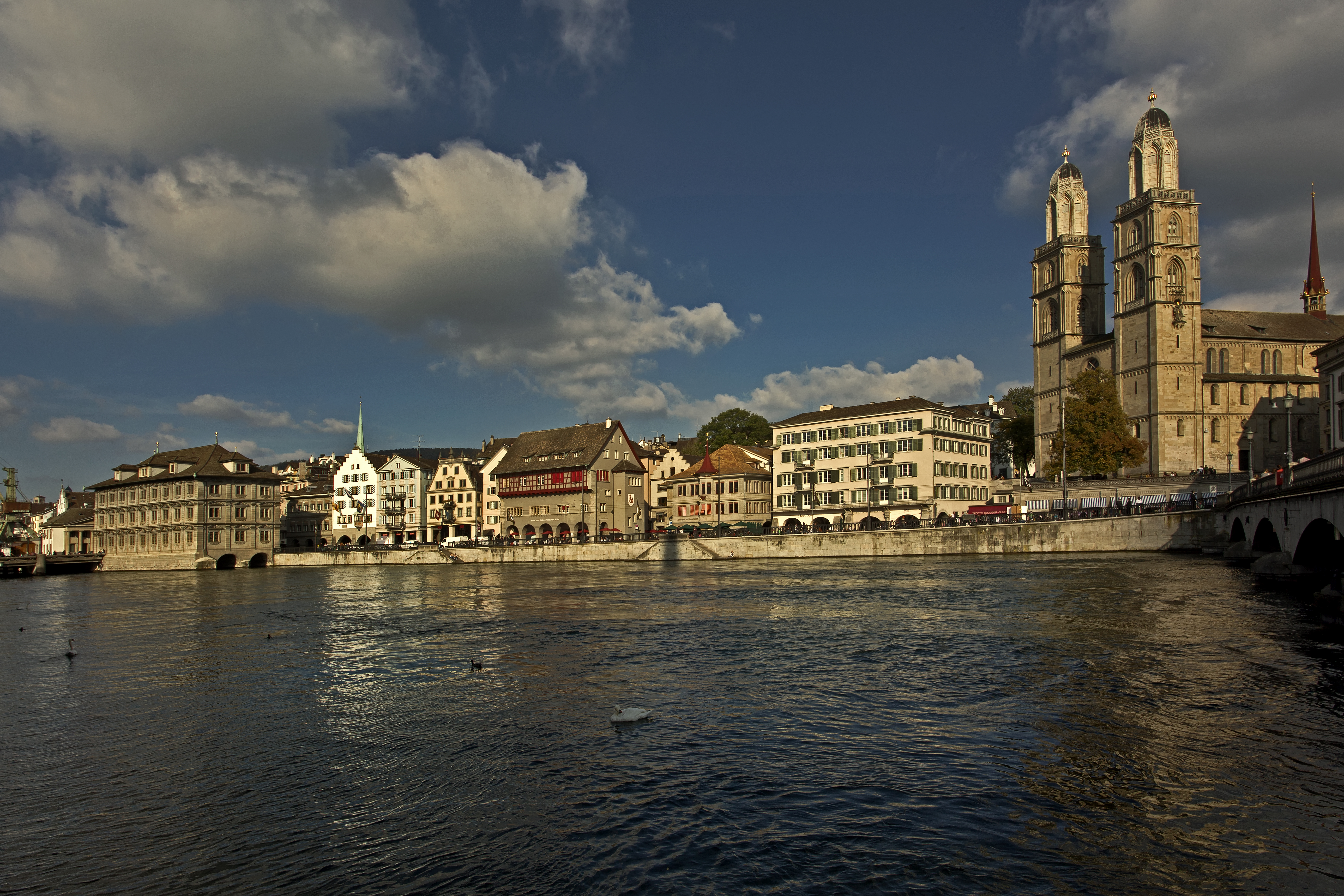
كنيسة غروسمونستر في زيورخ.

| الكانتون (2018)          | كاثوليك (%) | بروتستانت (%) | مجمل المسيحيون (%) |
| ------------------------ | ----------- | ------------- | ------------------ |
| كانتون أرجاو             | 40.1        | 34.6          | 82.8               |
| كانتون أبينزيل أوسيرهودن | 31.0        | 51.0          | 82.0               |
| كانتون أبينزيل إينرهودن  | 81.0        | 10.0          | 91.0               |
| كانتون ريف بازل          | 32.0        | 43.0          | 75.0               |
| كانتون مدينة بازل        | 25.2        | 27.5          | 55.6               |
| كانتون برن               | 16.0        | 63.5          | 80.4               |
| كانتون فريبورغ           | 70.0        | 15.0          | 85.0               |
| كانتون جنيف              | 36.6        | 10.8          | 52.8               |
| كانتون غلاروس            | 37.0        | 44.0          | 81.0               |
| كانتون غراوبوندن         | 47.0        | 41.0          | 88.0               |
| كانتون جورا              | 75.0        | 13.0          | 88.0               |
| كانتون لوسيرن            | 70.9        | 11.2          | 86.5               |
| كانتون نيوشاتل           | 31.0        | 38.0          | 69.0               |
| كانتون نيدفالدن          | 75.6        | 11.9          | 87.5               |
| كانتون أوبفالدن          | 80.2        | 7.0           | 90.1               |
| كانتون شافهوزن           | 24.0        | 50.0          | 74.0               |
| كانتون شفيتس             | 72.2        | 11.8          | 88.1               |
| كانتون سولوتورن          | 44.0        | 31.0          | 75.0               |
| كانتون سانت غالن         | 52.0        | 28.0          | 80.0               |
| كانتون تورغاو            | 36.0        | 45.0          | 81.0               |
| كانتون تيسينو            | 70.0        | 4.0           | 84.0               |
| كانتون أوري              | 85.8        | 5.2           | 94.1               |
| كانتون فاليز             | 81.0        | 6.0           | 87.0               |
| كانتون فود               | 34.0        | 40.0          | 74.0               |
| كانتون تسوغ              | 62.0        | 18.0          | 80.0               |
| كانتون زيورخ             | 30.5        | 39.9          | 78.4               |